# Charles Clover
Charles Clover (Charles Phillip Clover; * 13. Mai 1955) ist ein ehemaliger britischer Speerwerfer.
Bei den British Commonwealth Games 1974 in Christchurch siegte er für England mit seiner persönlichen Bestleistung von 84,92 m.